# Толкунова, Лидия Ивановна
Лидия Ивановна Толкунова (27 января 1909 год, село Климушино, Костромская губерния, Российская империя — 21 июня 2002 года, Пучеж, Ивановская область, Россия) — колхозница, звеньевая колхоза имени Калинина, Герой Социалистического Труда (1950).

## Биография
Родилась 27 января 1909 года в крестьянской семье в селе Климушино, Костромская губерния (сегодня — Пучежский район, Ивановская область). Трудовую деятельность начала после окончания двух классов начальной школы. В 1930 году вступила в сельскохозяйственную артель, которая находилась в селе Хмелеватово. Позднее эта артель была преобразована в колхоз имени Калинина Пучежского района. Первоначально работала рядовой колхозницей, потом была назначена звеньевой льноводческого звена.
В 1949 году льноводческое звено под управлением Лидии Толкуновой собрало с участка площадью 2 гектаров по 6,35 центнера волокна льна и 6,32 центнеров семян льна. За этот доблестный труд была удостоена в 1949 году звания Героя Социалистического Труда.
Участвовала во всесоюзной выставке ВДНХ.
После выхода на пенсию в 1968 году проживала в селе Хмелеватово, потом переехала в город Пучеж. Скончалась 21 июня 2002 года и была похоронена на городском кладбище Пучежа.

## Награды
- Герой Социалистического Труда — указом Президиума Верховного Совета от 9 июня 1950 года;
- Орден Ленина (1950);
- Медаль «За трудовую доблесть».